# 奇峰渡槽
奇峰渡槽位於四川省瀘州市瀘縣，包括勝利渡糟與華豐渡槽兩處。勝利渡槽建於1973年，總體為東一西走向。為石質橋樑式水渠渡槽，由條石壘砌，槽面寬2.5米，水槽寬1.5米，深1.3米，總長1000米，共21墩20孔。華豐渡槽於1976年5月上旬動工，直到1978年中才完工，西北一東南走向。橋樑式石質渡槽，石拱大橋式建築，由條石壘砌。橋面為水渠。渡槽全長1122米，最高達43米。渡槽面寬3.5米，水渠寬2.7米。渡槽共用47個大拱跨，76個小拱跨，橋墩上還設計有間距均勻分佈的小拱，最多的為7個，最少的有1個，最高跨拱高為39米（不包括基腳高度）。奇峰渡槽反映了當時的農業經濟以及政治、歷史等狀況。奇峰渡槽還有行人交通的作用，至今仍然發揮著灌溉和人、蓄飲水的重要作用。該渡槽雄偉壯觀，是當時瀘縣乃至四川省具有代表性的水利設施。渡槽設計建設即有節儉省材之功效，又有美觀大方，氣勢如虹的美感，具有較高的歷史、藝術、科學價值。2012年7月16日公佈為第八批四川省文物保護單位，2019年公布为第八批全国重点文物保护单位。